# Johannes Elias Teijsmann
Johannes Elias Teijsmann (ur. 1 czerwca 1808 w Arnhem, zm. 22 czerwca 1882 w Bogor) – holenderski botanik.
W styczniu 1830 r. dotarł na Jawę. W 1831 r. objął funkcję dyrektora (hortulanus) ogrodu 's Lands Plantentuin (dzisiejsze miasto Bogor).
Upamiętniony został w nazwie rodzajowej palm jahanestajsmania Johannesteijsmannia.